# Брюне (коммуна)
Брюне́ (фр. Brunet, окс. Brunet) — коммуна во Франции, находится в регионе Прованс — Альпы — Лазурный Берег. Департамент коммуны — Альпы Верхнего Прованса. Входит в состав кантона Валансоль. Округ коммуны — Динь-ле-Бен.
Код INSEE коммуны — 04035.

## Население
Население коммуны на 2008 год составляло 258 человек.
| 1962 | 1968 | 1975 | 1982 | 1990 | 1999 | 2008 |
| ---- | ---- | ---- | ---- | ---- | ---- | ---- |
| 190  | 186  | 217  | 258  | 162  | 218  | 258  |

## Экономика
В 2007 году среди 164 человек в трудоспособном возрасте (15—64 лет) 118 были экономически активными, 46 — неактивными (показатель активности — 72,0 %, в 1999 году было 69,2 %). Из 118 активных работали 95 человек (61 мужчина и 34 женщины), безработных было 23 (9 мужчин и 14 женщин). Среди 46 неактивных 12 человек были учениками или студентами, 14 — пенсионерами, 20 были неактивными по другим причинам.

## Достопримечательности
- Замок (XVII век)
- Романская церковь Сен-Мартен